# Тёмная академия
Темная академия (англ. dark academy или англ. dark academia) — неофициальный термин для художественных произведений, сюжет которых вращается вокруг академического кампуса. В литературе это явление получило название университетского романа (campus novel, academic novel). Одноимённое эстетическое течение, основанное на классической литературе и музыке, письме и каллиграфии, греческой и викторианской готической архитектуре, а также на получении академического высшего образования, молодёжная субкультура, зародившаяся в 2017—2018 годах. Приобрело популярность на онлайн-платформах TikTok и Tumblr. В августе 2024 года количество постов с хештегом #darkacademia составило 98 млн.

## Культурный контекст

### В литературе
Художественные произведения в жанре тёмной академии содержат элементы сатиры, трагедии и философии. В них популяризируются и романтизируются гуманитарные науки, прежде всего история и филология: они нередко являются объектами страсти главных героев. Поскольку тёмная академия сосредоточена вокруг студенческой жизни, большинство историй так или иначе раскрывают тему взросления. Поднимаются темы морального разложения, моральной неопределенности, иногда присутствует мистика и намёк на сверхъестественное, часто встречаются определённые типы персонажей или сюжетов. Зачастую история вращается вокруг убийства или загадочной смерти одного из героев; нередко трагическая судьба персонажа связана с его сексуальной ориентацией. Романы в жанре «тёмной академии» рассказывают о жизни студентов, совершающих необычные или даже безумные поступки: один из критиков определил этот жанр, как «амбициозные студенты убивают однокурсников». Персонажи часто связаны крепкой дружбой, зачастую переходящей в любовь или одержимость; нередко один из персонажей — выходец из бедной семьи, а его однокурсники — богачи. Значительное место в романах этого жанра занимают философские беседы героев, отражающие их интерес к древним языкам, литературе, истории, цитаты из литературных или исторических произведений, поэзии.

### Произведения в жанре «тёмной академии»
К «тёмной академии» причисляются различные книги и фильмы, как реалистичные, так и в жанре фэнтэзи. Основоположником жанра считается «Тайная история» Донны Тартт, написанная в 1992 году. Ещё одним вдохновителем для этой субкультуры послужил роман М. Л. Рио «Если бы мы были злодеями». Среди других книг — «Чёрный мел» Кристофер Дж Эйтс, «Пикник у Висячей скалы» Джоан Линдсей, «Девятый дом» Ли Бардуго. Ключевые для «тёмной академии» фильмы — «Общество мёртвых поэтов» (1989) и «Убей своих любимых» (2013).

### Эстетика
Для «тёмной академии» свойственен также определённый стиль в одежде (строгие клетчатые юбки, брюки, спортивные жакеты). Одежда в стиле «тёмной академии» должна быть удобной для учёбы: внешний вид ориентирован на облик студента частной школы первой половины XX в. или студента престижного университета (Оксфорд, Лига плюща). Для стиля также характерна гендерфлюидность и андрогинность. Темный свитер и жакет должны сопровождаться наплечной сумкой для книг. Наряду с «тёмной» нередко выделяют также стиль «светлой академии», для которой при таком же акценте на классику, книги, любовь к чтению характерны светлые тона в одежде (бежевый, кремовый, белый), предпочтение более лёгких тканей и общий позитивный настрой.

## Критика
Тёмная академия критикуется за проявления расизма и классизма. Произведения тёмной академии демонстрируют примеры классового неравенства, токсичной образовательной среды, абьюзивных отношений между молодыми людьми. Английский культуролог Сара Бёртон утверждает, что культура тёмной академии выставляет на передний план культуру привилегированных белых людей, консерватизм и национализм; говорят также об «идеализации узких, евроцентричных стандартов образования». Эстетику тёмной академии упрекают в романтизации психических заболеваний, а также вредных привычек, таких, как зависимость от кофеина и недостаток сна, граничащий с бессонницей.